# 模糊集
模糊集是模糊数学上的一个基本概念，是数学上普通集合的扩展。

## 定义
给定一个论域{\displaystyle U} ，那么从{\displaystyle U}到单位区间{\displaystyle [0,1]}的一个映射{\displaystyle \mu _{A}:U\mapsto [0,1]}称为{\displaystyle U}上的一个模糊集，或{\displaystyle U}的一个模糊子集。

## 表示
模糊集可以记为{\displaystyle A}。映射（函数）{\displaystyle \mu _{A}(\cdot )}或简记为{\displaystyle A(\cdot )}叫做模糊集{\displaystyle A}的隶属函数。对于每个{\displaystyle x\in U}， {\displaystyle \mu _{A}(x)}叫做元素{\displaystyle x}对模糊集{\displaystyle A}的隶属度。
模糊集的常用表示法有下述几种：
1. 解析法，也即给出隶属函数的具体表达式。
2. Zadeh记法，例如{\displaystyle A={1 \over x_{1}}+{0.5 \over x_{2}}+{0.72 \over x_{3}}+{0 \over x_{4}}}。分母是论域中的元素，分子是该元素对应的隶属度。有时候，若隶属度为0，该项可以忽略不写。
3. 序偶法，例如{\displaystyle A=\{(x_{1},1),(x_{2},0.5),(x_{3},0.72),(x_{4},0)\}}，序偶对的前者是论域中的元素，后者是该元素对应的隶属度。
4. 向量法，在有限论域的场合，给论域中元素规定一个表达的顺序，那么可以将上述序偶法简写为隶属度的向量式，如{\displaystyle A=(1,0.5,0.72,0)}。

## 和传统集合的关系
和傳統的集合一樣，模糊集也有它的元素，但可以談論每個元素屬於該模糊集的程度，其從低至高一般用 0 到 1 之間的數來表示。模糊集理論是由盧菲特·澤德（1965）所引進的，是經典集合論的一種推廣。在經典的集合論中，所謂的二分條件規定每個元素只能屬於或不屬於某個集合（因此模糊集不是集合）；可以說，每個元素對每個集合的歸屬性（membership）都只能是 0 或 1。而每模糊集則擁有一個歸屬函數（membership function），其值允許取閉區間{\displaystyle [0,1]}（單位區間）中的任何實數，用來表示元素對該集的歸屬程度。比如設某模糊集{\displaystyle A}的歸屬函數為{\displaystyle M} ，而{\displaystyle a}、{\displaystyle b}、{\displaystyle c}為三個元素；如果{\displaystyle M(a)=1}，{\displaystyle M(b)=0}，{\displaystyle M(c)={\frac {1}{2}}}，則可以說 「{\displaystyle a}完全屬於{\displaystyle A}」，「{\displaystyle b}完全不屬於{\displaystyle A}」，「{\displaystyle c}對{\displaystyle A}的歸屬度為{\displaystyle {\frac {1}{2}}}」（注意没有說「{\displaystyle c}有一半屬於{\displaystyle A}」，因為尚未規定{\displaystyle {\frac {1}{2}}}的歸屬度具有甚麼特殊含義）。作為特例，當歸屬函數的值只能取 0 或 1 時，就得到了傳統集合論常用的指示函数（indicator function）。傳統集合在模糊集理論中通常稱作「明確集」（crisp set）。

### 截集与截积
设 {\displaystyle A}为 {\displaystyle U}上的模糊集（记作 {\displaystyle A\in {\mathcal {F}}(U)}），任取 {\displaystyle \lambda \in [0,1]}，则
{\displaystyle A_{\lambda }=\{u\in U\mid A(u)\geq \lambda \}}，
称{\displaystyle A_{\lambda }}为{\displaystyle A}的{\displaystyle \lambda }截集，而{\displaystyle \lambda }称为阈值或置信水平。将上式中的{\displaystyle \geq }替换为{\displaystyle >}，记为{\displaystyle A_{S\lambda }}，称为强截集。
截集和强截集都是经典集合。此外，显然{\displaystyle A_{1}}为{\displaystyle A}的核，即{\displaystyle \ker A}；如果{\displaystyle \ker A\neq \varnothing }，则称{\displaystyle A}为正规模糊集，否则称为非正规模糊集。
截积是数与模糊集的积：
设{\displaystyle \lambda \in [0,1]}，{\displaystyle A\in F(U)}，则{\displaystyle \forall u\in U}，{\displaystyle \lambda }与{\displaystyle A}的截积（或称为{\displaystyle \lambda }截集的数乘，记为{\displaystyle \lambda A}）定义为：
{\displaystyle (\lambda A)(u)=\lambda \wedge A(u)={\begin{cases}A(u),&\lambda \geq A(u),\\\lambda ,&\lambda <A(u).\end{cases}}}
根据定义，截积仍是{\displaystyle U}上的模糊集合。

### 分解定理与表现定理
分解定理：
设{\displaystyle A\in F(U)}，则

{\displaystyle A=\bigcup \limits _{\lambda \in [0,1]}\lambda A_{\lambda }}

即任一模糊集{\displaystyle A}都可以表达为一族简单模糊集{\displaystyle \left\{\lambda a_{\lambda }\right\}}的并。也即，一个模糊集可以由其自身分解出的集合套而“拼成”。
表现定理：
设{\displaystyle H}为{\displaystyle U}上的任何一个集合套，则

{\displaystyle A=\bigcup \limits _{\lambda \in [0,1]}\lambda H(\lambda )}

是{\displaystyle U}上的一个模糊集，且{\displaystyle \forall \lambda \in [0,1]}，有
（1）{\displaystyle A_{S\lambda }=\cup _{\alpha >\lambda }H(\alpha )}
（2）{\displaystyle A_{\lambda }=\cap _{\alpha <\lambda }H(\alpha )}
即任一集合套都能拼成一个模糊集。

## 模糊度
一个模糊集{\displaystyle A}的模糊度衡量、反映了 A 的模糊程度，一个直观的定义是这样的：
设映射{\displaystyle D:F(U)\rightarrow [0,1]}满足下述5条性质：
1. 清晰性：{\displaystyle D(A)=0}当且仅当{\displaystyle A\in P(U)}。（经典集的模糊度恒为0。）
2. 模糊性：{\displaystyle D(A)=1}当且仅当{\displaystyle \forall u\in U}有{\displaystyle A(u)=0.5}。（隶属度都为0.5的模糊集最模糊。）
3. 单调性：{\displaystyle \forall u\in U}，若{\displaystyle A(u)\leq B(u)\leq 0.5}，或者{\displaystyle A(u)\geq B(u)\geq 0.5}，则{\displaystyle D(A)\leq D(B)}。
4. 对称性：{\displaystyle \forall A\in F(U)}，有{\displaystyle D(A^{c})=D(A)}。（补集的模糊度相等。）
5. 可加性：{\displaystyle D(A\cup B)+D(A\cap B)=D(A)+D(B)}。

则称{\displaystyle D}是定义在{\displaystyle F(U)}上的模糊度函数，而{\displaystyle D(A)}为模糊集{\displaystyle A}的模糊度。
可以证明符合上述定义的模糊度是存在的，一个常用的公式（分别针对有限和无限论域）就是
{\displaystyle {\begin{aligned}D_{p}(A)&={\frac {2}{n^{1/p}}}\left(\sum \limits _{i=1}^{n}\left|A(u_{i})-A_{0.5}(u_{i})\right|^{p}\right)^{1/p}\\D(A)&=\int _{-\infty }^{+\infty }|A(u)-A_{0.5}(u)|{\mbox{d}}u\end{aligned}}}
其中{\displaystyle p>0}是参数，称为 Minkowski 模糊度。特别地，当{\displaystyle p=1}的时候称为 Hamming 模糊度或 Kaufmann 模糊指标，当{\displaystyle p=2}的时候称为 Euclid 模糊度。

### 模糊測度(Fuzzy measures)
{\displaystyle {\mathfrak {B}}}是輿集{\displaystyle \mathrm {X} }的一種。
用{\displaystyle g}函數定義{\displaystyle {\mathfrak {B}}}，包含下列3項特性稱為模糊測度:
①{\displaystyle g(0)=0,g(\mathrm {X} )=1}
---{\displaystyle g}函數代0值，表示沒有值為空值，用數學0來表示。{\displaystyle g}函數代{\displaystyle X}表示輿集全部帶進去了塞滿了，用1表示塞滿。
②若{\displaystyle A,B\in {\mathfrak {B}}}和{\displaystyle A\subseteq B}, 則{\displaystyle g(A)\leq g(B)}.
---{\displaystyle A,B}是屬於{\displaystyle {\mathfrak {B}}}的一部分，{\displaystyle A}在{\displaystyle B}裡面也可能跟{\displaystyle B}一樣大，則{\displaystyle g(A)\leq g(B)}
③If {\displaystyle A_{n}}∈{\displaystyle {\mathfrak {B}}}, {\displaystyle A_{1}}⊆{\displaystyle A_{2}}⊆…,then {\displaystyle \lim _{n\to \infty }g(A_{n})=g(\lim _{n\to \infty }A_{n})}
---當{\displaystyle A_{n}}屬於{\displaystyle {\mathfrak {B}}}同時{\displaystyle A_{1}}包含於{\displaystyle A_{2}\subseteq \ldots }，則將{\displaystyle A_{n}}代入{\displaystyle g}函數趨小所得的值等同於先趨小{\displaystyle A_{n}}再代入{\displaystyle g}函數所求得的值。

## 模糊集的运算

### 各种算子
- Zadeh 算子，{\displaystyle \max }即为并，{\displaystyle \min }即为交

{\displaystyle {\begin{aligned}a\vee b&=\max\{a,b\}\\a\wedge b&=\min\{a,b\}\end{aligned}}}
- 代数算子（概率和、代数积）

{\displaystyle {\begin{aligned}a{\stackrel {\wedge }{+}}b&=a+b-ab\\a\cdot b&=ab\end{aligned}}}
- 有界算子

{\displaystyle {\begin{aligned}a\oplus b&=\min\{1,a+b\}\\a\odot b&=\max\{0,a+b-1\}\end{aligned}}}
- Einstein 算子

{\displaystyle {\begin{aligned}a{\stackrel {+}{\epsilon }}b&={\frac {a+b}{1+ab}}\\a{\stackrel {\cdot }{\epsilon }}b&={\frac {ab}{1+(1-a)(1-b)}}\end{aligned}}}
- Hamacher 算子，其中{\displaystyle \nu \in [0,+\infty )}是参数，等于1时转化为代数算子，等于2时转化为 Einstein 算子

{\displaystyle {\begin{aligned}a{\stackrel {+}{\nu }}b&={\frac {a+b-ab-(1-\nu )ab}{\nu +(1-\nu )(1-ab)}}\\a{\stackrel {\cdot }{\nu }}b&={\frac {ab}{\nu +(1-\nu )(a+b-ab)}}\end{aligned}}}
- Yager 算子，其中{\displaystyle p}是参数，等于1时转化为有界算子，趋于无穷时转化为 Zadeh 算子

{\displaystyle {\begin{aligned}a\;Y_{p}\;b&=\min\{1,(a^{p}+b^{p})^{1/p}\}\\a\;y_{p}\;b&=1-\min\{1,[(1-a)^{p}+(1-b)^{p}]^{1/p}\}\end{aligned}}}
- {\displaystyle \lambda -\gamma }算子，其中{\displaystyle \lambda ,\gamma \in [0,1]}是参数

{\displaystyle {\begin{aligned}a\;\lambda \;b&=\lambda ab+(1-\lambda )(a+b-ab)\\a\;\gamma \;b&=(ab)^{1-\gamma }(a-ab)^{\gamma }\end{aligned}}}
- Dobois-Prade 算子，其中{\displaystyle \lambda \in [0,1]}是参数

{\displaystyle {\begin{aligned}a\vee _{d}b&={\frac {a+b-ab-\min\{(1-\lambda ),a,b\}}{\max\{\lambda ,1-a,1-b\}}}\\a\wedge _{d}b&={\frac {ab}{\max\{\lambda ,a,b\}}}\end{aligned}}}

### 算子的性质
参见集合代数和布尔代数。
主要算子的性质对比表如下（.表示不满足，-表示未验证）：
| 算子  | 结合律 | 交换律 | 分配律 | 互补律 | 同一律 | 幂等律 | 支配律 | 吸收律 | 双重否定律 | 德·摩根律 |
| ----- | ------ | ------ | ------ | ------ | ------ | ------ | ------ | ------ | ---------- | --------- |
| Zedah | √      | √      | √      | .      | √      | √      | √      | √      | √          | √         |
| 代数  | √      | √      | .      | .      | √      | .      | √      | .      | -          | √         |
| 有界  | √      | √      | .      | √      | √      | .      | √      | √      | -          | √         |

线性补偿是指：{\displaystyle (\forall x,y,k\in [0,1])(x+k\wedge y-k\ \Rightarrow \ U(x+k,y-k)=U(x,y))}
| 算子的并运算   | 幂等律 | 排中律 | 分配律 | 结合律 | 线性补偿 |
| -------------- | ------ | ------ | ------ | ------ | -------- |
| Zadeh          | √      | .      | √      | √      | .        |
| 代数           | .      | .      | .      | √      | .        |
| 有界           | .      | √      | .      | .      | √        |
| Hamacher r = 0 | .      | .      | .      | √      | .        |
| Yager          | .      | .      | .      | √      | .        |
| Hamacher       | .      | .      | .      | √      | .        |
| Dobois-Prade   | .      | .      | .      | √      | .        |

## 模糊集之间的距离

### 使用度量理论
可以使用一般的度量理论来描述模糊集之间的距离。在这个意义上，我们需要在模糊幂集{\displaystyle F(U)}上建立一个度量，此外，我们还可能需要将此度量标准化，也即映射到{\displaystyle [0,1]}区间上。例如可以这样来标准化 Minkowski 距离：

{\displaystyle {\tilde {d}}(x,y)=\left({1 \over n}\sum \limits _{i=1}^{n}\left|x_{i}-y_{i}\right|^{p}\right)^{1 \over p}}

### 贴近度
另一种是使用贴近度概念。在某种意义上，贴近度就是 1 - 距离（这里的距离是上述标准化意义上的距离）。而之所以应用这个变换，是考虑到“度”的概念的直觉反映——距离越近，贴近的程度显然越“高”，因此它恰为距离的反数。
除了距离外，还有一些与模糊集的特殊操作有关系的贴近度定义。
- 最大最小贴近度

{\displaystyle \displaystyle \sigma (A,B)={\frac {\sum _{i=1}^{n}(A(u_{i})\wedge B(u_{i}))}{\sum _{i=1}^{n}(A(u_{i})\vee B(u_{i}))}}}
- 算术平均最小贴近度

{\displaystyle \displaystyle \sigma (A,B)={\frac {\sum _{i=1}^{n}(A(u_{i})\wedge B(u_{i}))}{{1 \over 2}\sum _{i=1}^{n}(A(u_{i})+B(u_{i}))}}}
- 几何平均最小贴近度

{\displaystyle \displaystyle \sigma (A,B)={\frac {\sum _{i=1}^{n}(A(u_{i})\wedge B(u_{i}))}{\sum _{i=1}^{n}{\sqrt {A(u_{i})\cdot B(u_{i})}}}}}
- 指数贴近度

{\displaystyle \displaystyle \sigma (A,B)={\frac {1}{e^{\|A-B\|}}}}